# Alpen Best Kohmi Hirose
『Alpen Best Kohmi Hirose』（アルペン ベスト コウミ ヒロセ）は、広瀬香美3枚目のベスト・アルバム。2007年12月5日に、ビクターエンタテインメントからリリースされた。

## 解説
- 15周年記念作となるアルペンCMソング集。

## 収録曲
- 全作詞・作曲：広瀬香美
- 編曲：広瀬香美（1-7.15） 小西貴雄（1） 本間昭光（4-9） 井上ヨシマサ（10.11.14） 野崎貴潤（12） h-wonder（13）

1. ロマンスの神様 (4:31)
2. 幸せをつかみたい (4:34)
3. ゲレンデがとけるほど恋したい (5:15)
4. DEAR...again (Ver.2.05) (6:07)
5. 真冬の帰り道 (4:23)
6. promise (4:45)
7. ピアニシモ (5:37)
8. ストロボ (5:07)
9. I Wish (5:02)
10. 恋のベスト10 (4:29)
11. BEGIN 〜いくつもの冬を越えて〜 (5:10)
12. Search-Light (5:23)
13. Velvet (4:36)
14. 月の下で逢いましょう (4:46)
15. ロマンスの神様～弾き歌いVersion～ (4:25)